# Lee Chih-kai
Lee Chih-kai (chiń. upr. 李智凯; chiń. trad. 李智凱; pinyin Lǐ Zhìkǎi; ur. 3 kwietnia 1996 r. w Yilanie) – tajwański gimnastyk, srebrny i brązowy medalista mistrzostw świata, dwukrotny złoty medalista uniwersjady, złoty medalista igrzysk azjatyckich.

## Igrzyska olimpijskie
Na igrzyskach olimpijskich w Rio de Janeiro w ćwiczeniach na koniu z łękami nie awansował do finału, zajmując 31. miejsce z wynikiem 14,266 punktów w kwalifikacjach.